# Mizil
Mizil ist eine Stadt im Kreis Prahova in der Großen Walachei in Rumänien.

## Lage
Mizil liegt am Rand der Walachischen Tiefebene, am südlichen Ende der Ostkarpaten. Die Kreishauptstadt Ploiești befindet sich etwa 35 km südwestlich von Mizil entfernt.

## Geschichte
Die Existenz eines Ortes auf dem Gebiet der heutigen Stadt ist urkundlich seit 1529 belegt; 1585 ist die Bezeichnung Eșteu dokumentiert. Der heutige Stadtname, der sich im 18. Jahrhundert durchsetzte, stammt aus dem Türkischen und bedeutete etwa „Postdienst“. Ende des 17. Jahrhunderts gehörte der Ort zum Besitz des walachischen Fürsten Constantin Brâncoveanu. Lange nur ein kleiner Ort, entwickelte sich Mizil ab dem 18. Jahrhundert aufgrund seiner Lage an einer Handelsstraße in der Mitte zwischen den bedeutenderen Städten Ploiești und Buzău zu einem lokalen Handelszentrum. 1830 wurde Mizil zur Stadt erklärt. Nach dem Ende des Zweiten Weltkrieges bis zur Verwaltungsreform 1968 war sie Sitz eines Rajons, einer kleinen Verwaltungseinheit. Die wichtigsten Wirtschaftszweige sind die Textil- und Möbelindustrie, Landwirtschaft, Weinbau und der Handel.

## Bevölkerung
1912 wurden 6358 Einwohner registriert. Bis 1992 stieg die Bevölkerungszahl auf 17.090. 2002 wurden in Mizil 15.760 Einwohner registriert, darunter 13.780 Rumänen, 1951 Roma und 14 Deutsche.

## Verkehr
Mizil besitzt einen Bahnhof an der wichtigen Strecke Bukarest–Buzău. Durch die Stadt verläuft die Nationalstraße DN1B von Ploiești nach Buzău.

## Sehenswürdigkeiten
- Die Dreifaltigkeitskirche Sf. Treime, Ende des 18. Anfang des 19. Jahrhunderts,[5] durch Nicolae Polcovnicu Stamboleanu in der Katastralgemeinde Fefelei errichtet. Die Kirche in Form eines Kreuzes mit ihrem byzantinischen und gotischen Stil mit vielen Elementen der Renaissance dominiert das Stadtzentrum von Mizil.[6] Die Gemälde der Kirche wurden 1940 bei einem Erdbeben zerstört, sind danach erneuert worden.[7]
- Die Holzkirche Sfinții Ioachim și Ana,[8] in Mizil. Nach mehreren Widerständen Seitens des Stadtrates, wobei auch eine Unterschriftenaktion eingeleitet wurde, wurde mit dem Aufbau der Kirche Ende 2006 begonnen. Ende 2007 sollte die Kirche mit ihren 52 Metern die höchste Holzkirche Rumäniens sein.[9]
- Erholungsgebiet „Valea Dobrii“
- Mineralquellen „Băile Boboci“

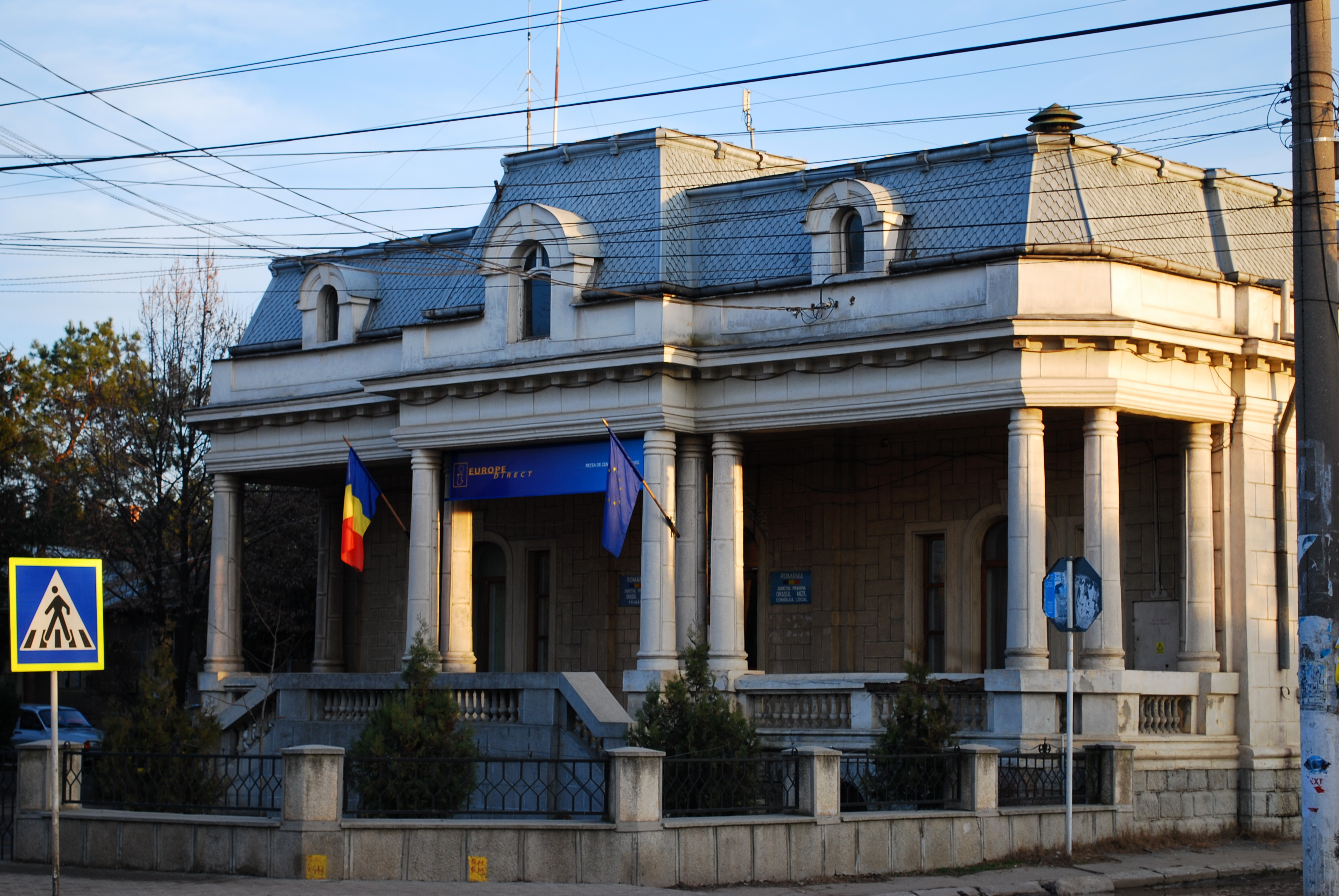
Das Rathaus
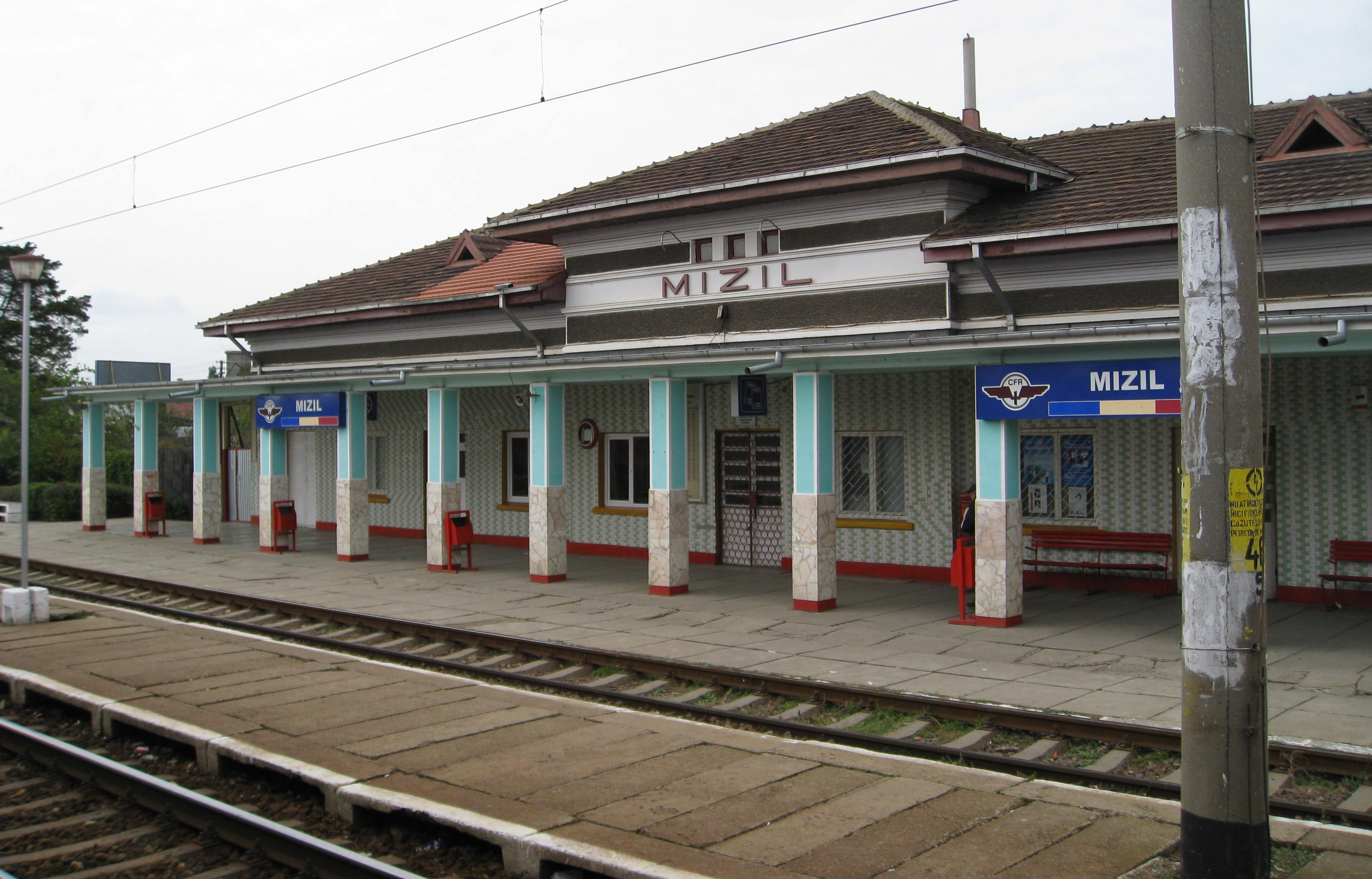
Der Bahnhof
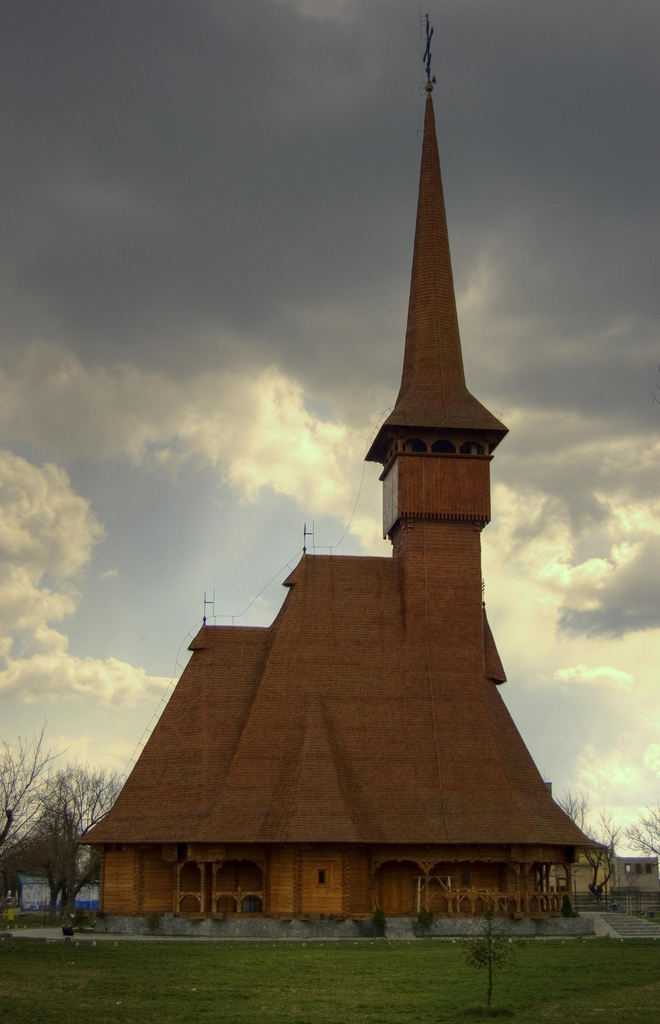
Holzkirche in Fefelei

## Persönlichkeiten
- George Ranetti (1875–1928), Dichter und Publizist[10]
- Octav Mayer (1895–1966), Mathematiker[11]
- Ana Birchall (* 1973), Juristin und Politikerin